# Rick Vaive
Richard Claude Vaive (né le 14 mai 1959 à Ottawa dans la province d'Ontario au Canada) est un joueur professionnel canadien de hockey sur glace devenu entraîneur. Il évoluait au poste d'ailier droit.

## Biographie

### Carrière de joueur
Né à Ottawa, il a grandi à Charlottetown dans l'Île-du-Prince-Édouard,. Il a joué au niveau junior avec les Castors de Sherbrooke (1969-1982)Castors de Sherbrooke dans la Ligue de hockey junior majeur du Québec durant deux saisons ; il réalise 110 points, dont 51 buts, au cours de sa première saison, qui lui permet de gagner le trophée Michel-Bergeron remis à la meilleure recrue de la ligue, et aide les Castors à remporter la Coupe du président après avoir aidé l'équipe à vaincre les Remparts de Québec en finale des séries éliminatoires. Il marque 76 buts et 155 points la saison suivante, bon pour le cinquième rang dans la ligue, et participe au championnat du monde junior avec l'équipe du Canada durant cette année.
Alors qu'il n'est pas encore éligible à participer au repêchage de la Ligue nationale de hockey, il commence sa carrière professionnelle en 1978-1979 avec les Bulls de Birmingham dans l'Association mondiale de hockey, ligue en concurrence avec la LNH, et termine la saison comme meilleur pointeur de son équipe avec un total de 59 points, en plus de mener la ligue sur les minutes de pénalité avec 248, à égalité avec Scott Campbell des Jets de Winnipeg. Il s'agissait cette année-là de la dernière saison de l'AMH, qui cesse ses activités en raison de ses problèmes financiers.
À l'issue de sa première saison professionnelle, les Canucks de Vancouver le repêchent au premier tour, 5e rang au total, lors du repêchage d'entrée dans la LNH 1979. Il fait ses débuts avec les Canucks dans la LNH durant la même année du repêchage, mais ne termine pas la saison avec l'équipe puisqu'il est échangé en février 1980 aux Maple Leafs de Toronto en compagnie de Bill Derlago contre Jerry Butler et Tiger Williams.
Durant son séjour avec les Leafs qui dure huit saisons, il devient le premier joueur de l'histoire de l'équipe à marquer 50 buts en une saison lors de la saison 1981-1982. Ayant marqué 54 buts lors de cette saison, il réalise deux autres saisons d'au moins 50 buts en 1982-1983 (51) et 1983-1984 (52). Il a participé au Match des étoiles de la LNH durant ces années. Il a représenté le Canada lors du championnat du monde en 1982 et 1985, championnats qui se concluent respectivement avec des médailles de bronze et d'argent. Il a servi comme capitaine des Maple Leafs de 1982 à 1986. Il est toutefois déchu de son titre de capitaine en 1985-1986 après avoir manqué une pratique d'équipe en février 1986,.
Une transaction l'amène aux Blackhawks de Chicago en septembre 1987, passage qui dure une saison et demie avant d'être échangé aux Sabres de Buffalo au cours de la saison suivante. Après avoir réalisé 48 et 52 points lors de ses deux saisons complètes à Buffalo, il connaît une saison difficile en 1991-1992 avec seulement 4 points en 20 parties et se voit même être rétrogradé dans la Ligue américaine de hockey avec le club-école des Sabres, les Americans de Rochester. Il tente un retour avec les Canucks en signant un contrat comme agent libre en 1992, mais se retrouve plutôt avec le club-école des Canucks, les Canucks de Hamilton dans la LAH puis se retire après cette saison.

### Carrière d'entraîneur
En 1993, il devient entraîneur-chef pour les Stingrays de la Caroline du Sud dans l'East Coast Hockey League (ECHL). Il passe cinq saisons derrière le banc des Stingrays et mène l'équipe au championnat de la Coupe Kelly en 1997. En 1998, il quitte les Stingrays après avoir accepté un poste d'entraîneur-chef avec les Flames de Saint-Jean dans la LAH. Il passe deux saisons avec cette équipe avant de partir entraîner les IceDogs de Mississauga, équipe junior évoluant dans la Ligue de hockey de l'Ontario, passage qui ne dure qu'une saison alors que l'équipe n'a enregistré que 3 victoires sur 68 parties.

## Vie personnelle
Son fils, Justin, est également un joueur de hockey professionnel.
Il anime divers émissions et segments durant les matchs des Maple Leafs de Toronto sur la chaîne Leafs TV.

## Statistiques

### En club
| Saison     | Équipe                 | Ligue      |     | Saison régulière | Saison régulière | Saison régulière | Saison régulière | Saison régulière |    | Séries éliminatoires | Séries éliminatoires | Séries éliminatoires | Séries éliminatoires | Séries éliminatoires |
| Saison     | Équipe                 | Ligue      | PJ  | B                | A                | Pts              | Pun              | PJ               | B  | A                    | Pts                  | Pun                  |                      |                      |
| 1976-1977  | Castors de Sherbrooke  | LHJMQ      | 68  | 51               | 59               | 110              | 93               | 18               | 10 | 13                   | 23                   | 78                   |                      |                      |
| 1977-1978  | Castors de Sherbrooke  | LHJMQ      | 68  | 76               | 79               | 155              | 199              | 9                | 8  | 4                    | 12                   | 38                   |                      |                      |
| 1978-1979  | Bulls de Birmingham    | AMH        | 75  | 26               | 33               | 59               | 248              | -                | -  | -                    | -                    | -                    |                      |                      |
| 1979-1980  | Canucks de Vancouver   | LNH        | 47  | 13               | 8                | 21               | 111              | -                | -  | -                    | -                    | -                    |                      |                      |
| 1979-1980  | Maple Leafs de Toronto | LNH        | 22  | 9                | 7                | 16               | 77               | 3                | 1  | 0                    | 1                    | 11                   |                      |                      |
| 1980-1981  | Maple Leafs de Toronto | LNH        | 75  | 33               | 29               | 62               | 229              | 3                | 1  | 0                    | 1                    | 4                    |                      |                      |
| 1981-1982  | Maple Leafs de Toronto | LNH        | 77  | 54               | 35               | 89               | 157              | -                | -  | -                    | -                    | -                    |                      |                      |
| 1982-1983  | Maple Leafs de Toronto | LNH        | 78  | 51               | 28               | 79               | 105              | 4                | 2  | 5                    | 7                    | 6                    |                      |                      |
| 1983-1984  | Maple Leafs de Toronto | LNH        | 76  | 52               | 41               | 93               | 114              | -                | -  | -                    | -                    | -                    |                      |                      |
| 1984-1985  | Maple Leafs de Toronto | LNH        | 72  | 35               | 33               | 68               | 112              | -                | -  | -                    | -                    | -                    |                      |                      |
| 1985-1986  | Maple Leafs de Toronto | LNH        | 61  | 33               | 31               | 64               | 85               | 9                | 6  | 2                    | 8                    | 9                    |                      |                      |
| 1986-1987  | Maple Leafs de Toronto | LNH        | 73  | 32               | 34               | 66               | 61               | 13               | 4  | 2                    | 6                    | 23                   |                      |                      |
| 1987-1988  | Blackhawks de Chicago  | LNH        | 76  | 43               | 26               | 69               | 108              | 5                | 6  | 2                    | 8                    | 38                   |                      |                      |
| 1988-1989  | Blackhawks de Chicago  | LNH        | 30  | 12               | 13               | 25               | 60               | -                | -  | -                    | -                    | -                    |                      |                      |
| 1988-1989  | Sabres de Buffalo      | LNH        | 28  | 19               | 13               | 32               | 64               | 5                | 2  | 1                    | 3                    | 8                    |                      |                      |
| 1989-1990  | Sabres de Buffalo      | LNH        | 70  | 29               | 19               | 48               | 74               | 6                | 4  | 2                    | 6                    | 6                    |                      |                      |
| 1990-1991  | Sabres de Buffalo      | LNH        | 71  | 25               | 27               | 52               | 74               | 6                | 1  | 2                    | 3                    | 6                    |                      |                      |
| 1991-1992  | Sabres de Buffalo      | LNH        | 20  | 1                | 3                | 4                | 14               | -                | -  | -                    | -                    | -                    |                      |                      |
| 1991-1992  | Americans de Rochester | LAH        | 12  | 4                | 9                | 13               | 4                | 16               | 4  | 4                    | 8                    | 10                   |                      |                      |
| 1992-1993  | Canucks de Hamilton    | LAH        | 38  | 16               | 15               | 31               | 34               | -                | -  | -                    | -                    | -                    |                      |                      |
| Totaux LNH | Totaux LNH             | Totaux LNH | 876 | 441              | 347              | 788              | 1 445            | 54               | 27 | 16                   | 43                   | 111                  |                      |                      |

### En équipe nationale
| Année | Compétition                 |    | PJ | B | A | Pts | Pun                |  | Résultat |
| 1978  | Championnat du monde junior | 6  | 3  | 0 | 3 | 4   | Médaille de bronze |  |          |
| 1982  | Championnat du monde        | 9  | 3  | 1 | 4 | 12  | Médaille de bronze |  |          |
| 1985  | Championnat du monde        | 10 | 6  | 2 | 8 | 16  | Médaille d'argent  |  |          |

## Trophées et honneurs personnels
- 1976-1977 :
  - champion de la Coupe du président avec les Castors de Sherbrooke.
  - remporte le trophée Michel-Bergeron de la meilleure recrue de la LHJMQ.
- 1981-1982 : participe au 34e Match des étoiles de la LNH.
- 1982-1983 : participe au 35e Match des étoiles de la LNH.
- 1983-1984 : participe au 36e Match des étoiles de la LNH.
- 2000 : intronisé au Temple de la renommée des sports de l'Île-du-Prince-Édouard[10]

## Transactions en carrière
- 1978 : signe en tant qu'agent libre avec les Bulls de Birmingham dans l'AMH.
- 1979 : repêché par les Canucks de Vancouver au premier tour, 5e rang.
- 18 février 1980 : échangé par les Canucks aux Maple Leafs de Toronto avec Bill Derlago contre Tiger Williams et Jerry Butler.
- 3 septembre 1987 : échangé par les Maple Leafs aux Blackhawks de Chicago avec Steve Thomas et Bob McGill contre Al Secord et Ed Olczyk.
- 26 dédécembre 1988 : échangé par les Blackhawks aux Sabres de Buffalo contre Adam Creighton.
- 2 septembre 1992 : signe en tant qu'agent libre avec les Canucks de Vancouver.